# Suzette (chanson)
Pour les articles homonymes, voir Suzette (homonymie).
Clip vidéo
[vidéo] « Suzette - Dany Brillant - Clip officiel », sur YouTube
Pistes de C'est ça qui est bon
Ma fiancée, elle est partie La nuit est à nous
Suzette est une chanson d'amour pop rock-swing-jazz française de l'auteur-compositeur-interprète-guitariste Dany Brillant, initialement créée en 1986 puis sortie sur son premier album C'est ça qui est bon en 1991 puis comme premier single en 1992.
Un des plus importants succès de son répertoire, avec single vendus à plus de 125 000 exemplaires, 3e du Top 50 (France), et album vendu à plus de 360 000 exemplaires.

## Histoire
Dany Brillant arrête ses études de médecine en 1986, âgé de 20 ans, et commence sa carrière d'acteur- et chanteur à Saint-Germain-des-Prés en s'inscrivant au cours Florent, et en jouant sur les trottoirs et aux terrasses des cafés du Quartier latin, avec son voisin saxophoniste, avant d’être repéré et engagé pour 5 ans par Jacques Boni, patron du club de jazz parisien Aux Trois Mailletz. 
Il est alors repéré et engagé pour un petit rôle de figurant du film On a volé Charlie Spencer, de Francis Huster, avec Béatrice Dalle et Isabelle Nanty. L'assistant du réalisateur lui indique qu'il doit chanter une chanson de sa composition plutôt qu'une de ses nombreuses reprises (en particulier de son idole Frank Sinatra). Dany Brillant écrit alors cette première chanson de son répertoire, en cinq minutes, à la bibliothèque du Centre Pompidou avec l'aide d'un dictionnaire de rimes. Les séquences où il chante sont finalement coupées au montage et le film sort donc en 1986 sans utiliser la chanson. 
Dany Brillant reprend alors avec succès Suzette les soirs, dès l'été 1986, accompagné de son orchestre (saxophone, piano, contrebasse, et batterie) avec entre autres ses reprises de Frank Sinatra, et ses compositions suivantes : Viens à Saint-Germain et Y'a qu'les filles qui m'intéressent.
Il enregistre ce titre pour son premier album, C'est ça qui est bon, sorti en 1991, qu'il écrit et compose, enregistre au Studio de la Grande Armée de Paris, avec le label Warner. 

## Clip
Le clip s'inspire de l’ambiance rétro-vintage de l'ère du jazz et des années 1950, des cabarets de jazz parisiens de Saint-Germain-des-Prés et du Quartier latin. 

## Classement
| Pays   | Meilleure position |
| ------ | ------------------ |
| France | 3                  |

## Au cinéma
- 1986 : On a volé Charlie Spencer, de Francis Huster (coupé au montage).